# ネルフィナビル
ネルフィナビル（Nelfinavir、NFV）は、ヒト免疫不全ウイルス（HIV）の治療に用いられる抗レトロウイルス薬である。ネルフィナビルは、プロテアーゼ阻害薬（PI）と呼ばれる種類の薬剤に属し、他のPIと同様に、ほとんどの場合、他の抗レトロウイルス剤と組み合わせて使用される。ネルフィナビルは、SARS-コロナウイルスに対する治療効果が確認されており、COVID-19に対する治療効果も検証されている。
ネルフィナビルは、経口投与可能なヒト免疫不全ウイルスHIV-1プロテアーゼ阻害薬（Ki=2nM）であり、HIV感染症の治療においてHIV逆転写酵素阻害剤との併用で広く処方されている。
米国では1997年より臨床に用いられている。
日本では1998年3月に承認されたが、2017年に販売終了した。

## 効能・効果
HIV感染症

## 副作用
一般的な（1％以上）副作用には、インスリン抵抗性、高血糖、リポジストロフィーなどがある。
ネルフィナビルには多彩な副作用がある。1%以上に鼓腸、下痢、腹痛が見られる。疲労、排尿、発疹、口内炎、肝炎などは頻度が低い（0.1 - 1%）。まれに、腎結石症、関節痛、白血球減少症、膵炎、アレルギー反応が起こることがある（0.1%未満）。

## 他の効果

### 抗ウイルス作用
ネルフィナビルは、単純ヘルペス1ウイルスおよびカポジ肉腫関連ヘルペスウイルスの成熟および放出を阻害する。

### COVID-19治療薬として
2020年、ネルフィナビルとセファランチンとの組み合わせが、COVID-19の治療法として検討された。

### 抗癌剤としての可能性
2009年以降、ネルフィナビルの抗癌剤としての可能性が検討されている。培養（in vitro ）中の癌細胞にネルフィナビルを作用させると、様々な種類の癌の成長を抑制し、細胞死（アポトーシス）を引き起こすことができる。ネルフィナビルを前立腺や脳の腫瘍を持つ実験用マウスに投与したところ、腫瘍の成長を抑制することができた。細胞レベルでは、ネルフィナビルは癌の成長を抑制するために複数の作用を発揮する。主な作用は、Akt/PKBシグナル伝達経路の阻害と、小胞体ストレスの惹起およびそれに続く異常タンパク応答の2つであると考えられている。
米国では、ネルフィナビルがヒトにおける癌治療薬として有効であるか否かを確認するために、約30の臨床試験が実施されていた。これらの臨床試験の中には、ネルフィナビルを単独で使用するものも、既存の化学療法や放射線療法など、他の癌治療法と併用するものも含まれていた。
2021年4月現在、癌の第III相臨床試験は登録されていない。

### 抗病原性活性
ネルフィナビルとその単純な誘導体は、ヒトの病原体であるStreptococcus pyogenesが産生する病原性因子、ストレプトリジンS（ヒトへの病原性を有する化膿レンサ球菌が産生する細胞溶解素）の産生を阻害することが判明している。ネルフィナビルとその関連分子は、検出可能な抗生物質活性を示さなかったが、他の細菌によるプランタゾリシン（抗生物質）、リステリオリシンS（細胞溶解素）、クロストリジオリシンS（細胞溶解素）などの他の生物学的活性分子の産生も阻害した。

## 相互作用
ネルフィナビルの相互作用プロファイルは、他のプロテアーゼ阻害剤と類似している。ほとんどの相互作用は、ネルフィナビルが代謝されるシトクロムP450アイソザイムCYP3A4およびCYP2C19で生じる。

## 副作用
ネルフィナビルは食事と一緒に摂取する必要がある。食事と一緒に服用することで、副作用としての下痢のリスクが減少する。

## 作用機序
ネルフィナビルはプロテアーゼ阻害薬であり、HIV-1およびHIV-2のプロテアーゼを阻害する。HIVプロテアーゼはアスパラギン酸プロテアーゼであり、ウイルスのタンパク質分子をより小さな断片に分割するもので、細胞内でのウイルスの複製と、感染細胞からの成熟したウイルス粒子の放出の両方に不可欠である。ネルフィナビルは競合阻害剤（2nM）であり、中央のアミノ酸残基模倣部位にケト基ではなくヒドロキシル基が存在するため、酵素にしっかりと結合し切断されないように設計されている（そうでなければS-フェニルシステインに分割される）。すべてのプロテアーゼ阻害薬はプロテアーゼに結合するが、分子がプロテアーゼをどのように阻害するかはその結合方法の詳細で決定される。ネルフィナビルの酵素への結合方法は、他のPIとの交差耐性を軽減するのに十分な独自性を持っていると考えられる。また、すべてのPIがHIV-1とHIV-2の両方のプロテアーゼを阻害するわけではない。

## 承認
ネルフィナビルは、イーライ・リリー・アンド・カンパニーとの合弁事業の一環として、アゴロン・ファーマシューティカルズが開発した。アゴロン・ファーマシューティカルズ社は1999年にワーナー・ランバート社に買収され、現在はファイザー社の子会社となっている。欧州ではホフマン・ラ・ロシュ社、その他の地域ではヴィーブ・ヘルスケア社が販売している。日本では、日本たばこ産業株式会社が製造（輸入）し、鳥居薬品株式会社が販売していた。
米国では1997年3月に承認された。
欧州では1998年1月に承認された。
日本では1998年3月に承認された。

## メタンスルホン酸エチル（EMS）混入
2007年6月6日、米国医薬品・ヘルスケア製品規制庁（Medicines and Healthcare Products Regulatory Agency）と欧州医薬品庁（European Medicines Agency）は、一部のロットに癌を誘発する可能性のある化学物質が混入している可能性があるとして、流通しているすべての医薬品の回収を求める警告を出した。日本には該当するロットは輸入されていなかったが、2007年9月に販売会社より医師向けに「重要なお知らせ」が配布された。

## 参考資料
1. ↑  “Viracept (nelfinavir mesylate) Tablets and Oral Powder, for Oral Use. Full Prescribing Information”.   ViiV Healthcare Company. Research Triangle Park, NC 27709. 2015年11月23日閲覧。
2. ↑  “Circulating metabolites of the human immunodeficiency virus protease inhibitor nelfinavir in humans: structural identification, levels in plasma, and antiviral activities”. Antimicrob. Agents Chemother. 45 (4):  1086–93. (April 2001). doi:10.1128/AAC.45.4.1086-1093.2001. PMC 90428. PMID 11257019.
3. ↑  Fischer, Jnos; Ganellin, C. Robin (2006) (英語). Analogue-based Drug Discovery. John Wiley & Sons. p. 510. ISBN 9783527607495
4. 1 2  “抗HIV薬選択の基本 - 抗HIV治療ガイドライン  プロテアーゼ阻害剤（PI）の表”. www.haart-support.jp.   HIV感染症及びその合併症の課題を克服する研究班（エイズ対策政策研究事業）. 2021年3月29日閲覧。
5. ↑  “１ヶ月以内に更新された添付文書情報 削除分の表（ビラセプト錠250mg）”. www.info.pmda.go.jp.   PMDA. 2021年3月29日閲覧。
6. 1 2  Shim, JS; Liu, JO (2014). “Recent Advances in Drug Repositioning for the Discovery of New Anticancer Drugs”. Int. J. Biol. Sci. 10 (7):  654–63. doi:10.7150/ijbs.9224. PMC 4081601. PMID 25013375.
7. ↑  Ambinder, Richard F.; Dennis, Phillip A.; Gibson, Wade; Shirley, Courtney M.; Desai, Prashant J.; Kalu, Nene N. (15 May 2014). “Nelfinavir Inhibits Maturation and Export of Herpes Simplex Virus 1”. Journal of Virology 88 (10):  5455–5461. doi:10.1128/JVI.03790-13. PMC 4019105. PMID 24574416.
8. ↑  Vieira, Jeffrey; Lagunoff, Michael; Casper, Corey; Corey, Lawrence; Geballe, Adam P.; Gray, Matthew; Gachelet, Eliora; Ikoma, Minako et al. (1 June 2011). “The HIV Protease Inhibitor Nelfinavir Inhibits Kaposi's Sarcoma-Associated Herpesvirus Replication In Vitro”. Antimicrobial Agents and Chemotherapy 55 (6):  2696–2703. doi:10.1128/AAC.01295-10. PMC 3101462. PMID 21402841.
9. ↑  Ohashi, Hirofumi; Watashi, Koichi; Saso, Wakana; Shionoya, Kaho; Iwanami, Shoya; Hirokawa, Takatsugu; Shirai, Tsuyoshi; Kanaya, Shigehiko et al. (2020-04-15) (英語). Multidrug treatment with nelfinavir and cepharanthine against COVID-19. doi:10.1101/2020.04.14.039925.
10. ↑  “Anti-HIV drugs for cancer therapeutics: back to the future?”. Lancet Oncol 10 (1):  61–71. (2009). doi:10.1016/S1470-2045(08)70334-6. PMID 19111246.
11. ↑  Gills, JJ; Lopiccolo, J; Tsurutani, J; Shoemaker, RH; Best, CJM; Abu-Asab, MS; Borojerdi, J; Warfel, NA et al. (September 2007). “Nelfinavir, A lead HIV protease inhibitor, is a broad-spectrum, anticancer agent that induces endoplasmic reticulum stress, autophagy, and apoptosis in vitro and in vivo”. Clinical Cancer Research 13 (17):  5183–94. doi:10.1158/1078-0432.CCR-07-0161. PMID 17785575.
12. ↑  “HIV-1 protease inhibitors nelfinavir and atazanavir induce malignant glioma death by triggering endoplasmic reticulum stress.”. Cancer Research 67 (22):  10920–8. (2007). doi:10.1158/0008-5472.CAN-07-0796. PMID 18006837.
13. ↑  Yang, Y; Ikezoe, T; Takeuchi, T; Adachi, Y; Ohtsuki, Y; Takeuchi, S; Koeffler, HP; Taguchi, H (July 2005). “HIV-1 protease inhibitor induces growth arrest and apoptosis of human prostate cancer LNCaP cells in vitro and in vivo in conjunction with blockade of androgen receptor STAT3 and AKT signaling”. Cancer Science 96 (7):  425–33. doi:10.1111/j.1349-7006.2005.00063.x. PMID 16053514.
14. ↑  Koltai T. (2015). “Nelfinavir and other protease inhibitors in cancer: mechanisms involved in anticancer activity.”. F1000Res 4 (2):  9. doi:10.12688/f1000research.5827.2. PMC 4457118. PMID 26097685.
15. ↑  “Search of: Nelfinavir cancer - List Results - ClinicalTrials.gov”. clinicaltrials.gov. 2021年4月2日閲覧。
16. ↑  “Search of: Nelfinavir - Phase 3 - List Results - ClinicalTrials.gov”. clinicaltrials.gov. 2021年4月2日閲覧。
17. 1 2  “HIV protease inhibitors block streptolysin S production”. ACS Chemical Biology 10 (5):  1217–26. (2015). doi:10.1021/cb500843r. PMC 4574628. PMID 25668590.
18. ↑  “Viracept (nelfinavir mesylate, AG1343): A potent, orally bioavailable inhibitor of HIV-1 protease”. Journal of Medicinal Chemistry 40 (24):  3979–3985. (1997). doi:10.1021/jm9704098. PMID 9397180.
19. ↑  “ネルフィナビルの薬効分類・効果・副作用｜根拠に基づく医療情報データベース【今日の臨床サポート】”. clinicalsup.jp. 2021年4月2日閲覧。
20. ↑  Press release from the European Medicines Agency regarding possible genotoxic ethyl mesylate contamination
21. ↑  “「ビラセプト錠に関する重要なお知らせ」について”.   鳥居薬品株式会社. 2021年4月2日閲覧。

## 関連文献
- Pai, VB; Nahata, MC (March 1999). “Nelfinavir mesylate: a protease inhibitor”. The Annals of Pharmacotherapy 33 (3):  325–39. doi:10.1345/aph.18089. PMID 10200859.
- Bardsley-Elliot, A; Plosker, GL (March 2000). “Nelfinavir: an update on its use in HIV infection”. Drugs 59 (3):  581–620. doi:10.2165/00003495-200059030-00014. PMID 10776836.
- ビラセプト錠250mg インタビューフォーム